# Transformare conformă

O grilă dreptunghiulară (sus) și imaginea acesteia după o transformare conformă f (jos). Se vede că f aplică perechi de drepte care se intersectează la 90° pe perechi de curbe care se intersectează tot la 90°.

În matematică o transformare conformă este o funcție geometrică care conservă local unghiurile, dar nu neapărat și lungimile.
Mai formal, fie {\displaystyle U} și {\displaystyle V} submulțimi deschise ale {\displaystyle \mathbb {R} ^{n}}. O funcție {\displaystyle f:U\to V} se numește conformă (sau de conservare a unghiurilor) într-un punct {\displaystyle u_{0}\in U} dacă conservă unghiurile dintre curbele prin {\displaystyle u_{0}}, precum și orientarea. Transformările conforme conservă atât unghiurile, cât și formele figurilor infinitezimale, dar nu neapărat lungimea sau curbura.
Transformarea conformă poate fi descrisă de jacobianul⁠(d) unei transformări de coordonate. Transformarea este conformă ori de câte ori jacobianul în orice punct este un scalar pozitiv ori o matrice de rotație⁠(d) (ortogonală⁠(d) cu determinantul egal cu 1). Unii autori definesc transformarea conformă astfel încât să cuprindă și transformările de inversare a orientării ale căror jacobieni pot fi scrise ca orice scalar înmulțit cu orice matrice ortogonală.
Pentru transformările bidimensionale, Transformările conforme (cu conservarea orientării) sunt chiar funcțiile analitice complexe inversabile local. În tridimensional și dimensiuni superioare, teorema lui Liouville despre transformările conforme limitează aceste transformări la doar câteva tipuri.
Noțiunea de transformare conformă se generalizează în mod natural la transformări ale varietăților riemanniene⁠(d) sau pseudoriemanniene.

## Transformări conforme în spațiul bidimensional
Dacă {\displaystyle U} este o submulțime deschisă a planului complex {\displaystyle \mathbb {C} }, atunci o funcție {\displaystyle f:U\to \mathbb {C} } este conformă dacă și numai dacă este olomorfă și derivata sa este diferită de zero peste tot pe {\displaystyle U}. Dacă {\displaystyle f} este antiolomorfă (conjugată a unei funcți olomorfe), aceasta conservă unghiurile, dar le inversează orientarea.
În literatură, există o altă definiție a transformărilor conforme: o transformare {\displaystyle f} care este biunivocă și olomorfă pe o mulțime deschisă în plan. Teorema de transformare deschisă forțează ca funcția inversă (definită pe imaginea lui {\displaystyle f}) să fie olomorfă. Astfel, conform acestei definiții, o transformare este conformă dacă și numai dacă este biolomorfă. Cele două definiții pentru transformări conforme nu sunt echivalente. A fi biunivocă și olomorfă implică a avea o derivată diferită de zero. Totuși, funcția exponențială complexă este o funcție olomorfă cu o derivată diferită de zero, dar nu este biunivocă deoarece este periodică.
Teorema de reprezentare conformă Riemann⁠(d), unul dintre rezultatele profunde ale analizei complexe, afirmă că orice submulțime proprie simplu conexă deschisă nevidă a {\displaystyle \mathbb {C} } admite o transformare conformă biunivocă la discul unitate deschis în {\displaystyle \mathbb {C} }.

### Transformări conforme globale pe sfera Riemann
O transformare a sferei Riemann pe sine însăși este conformă dacă și numai dacă este o transformare Möbius.
Conjugata complexă a unei transformări Möbius conservă unghiurile, dar inversează orientarea.

## Transformări conforme în spațiul tridimensionalal sau spații din dimensiuni superioare

### Geometrie riemanniană
În geometria riemanniană⁠(d) două metrici riemanniene, {\displaystyle g} și {\displaystyle h}, pe o varietate netedă {\displaystyle M} sunt numite echivalente conform dacă {\displaystyle g=uh} pentru o funcție pozitivă {\displaystyle u} pe {\displaystyle M}. Funcția {\displaystyle u} se numește „factor conform”.
Un difeomorfism între două varietăți riemanniene se numește transformare conformă dacă metrica înapoi este echivalentă conform cu cea inițială. De exemplu, proiecția stereografică a unei sfere pe plan la care se adaugă un punct de la infinit este o transformare conformă.
De asemenea, pe o varietate netedă se poate defini o structură conformă drept o clasă de metrici riemanniene echivalente conform.

### Spațiul euclidian
Teorema lui Liouville despre transformările conforme arată că există mult mai puține transformări conforme în spații cu mai multe dimensiuni decât în cel bidimensional. Orice transformare conformă dintr-o submulțime deschisă a spațiului euclidian în același spațiu euclidian tridimensional sau din dimensiuni soperioare poate fi compusă din trei tipuri de transformări: o omotetie, o izometrie și o transformare conformă specială.

## Aplicații

### Cartografie
În cartografie, mai multe proiecții, inclusiv proiecția Mercator și proiecția stereografică sunt conforme. Ele sunt deosebit de utile pentru utilizarea în navigația maritimă datorită proprietății sale unice de a reprezenta orice curs de direcție constantă ca un segment drept. Un astfel de curs, cunoscut sub numele de loxodromă este preferat în navigația maritimă deoarece navele pot naviga într-o direcție constantă a busolei.

### Fizică și inginerie
Transformările conforme sunt neprețuite în rezolvarea problemelor din inginerie și fizică care pot fi exprimate prin funcții de variabilă complexă, dar au geometrii incomode. Alegând o transformare adecvată, analistul poate transforma geometria incomodă într-una mult mai convenabilă. De exemplu, s-ar putea dori să se calculeze câmpul electric, {\displaystyle E(z)}, care rezultă dintr-o sarcină punctiformă situată lângă colțul a două plane conductoare separate printr-un anumit unghi (unde {\displaystyle z} este coordonata complexă a unui punct din spațiul bidimensional). Această problemă este destul de dificil de rezolvat în forma dată. Însă printr-o transformare conformă foarte simplă unghiul incomod este transformat într-unul egal cu un multiplu de {\displaystyle \pi }, ceea ce înseamnă că cele două plane sunt transformate într-unul singur. În acest nou domeniu, problema (acela de a calcula câmpul electric al unei sarcini punctiforme situată în apropierea unui perete conductor) este relativ ușor de rezolvat. Soluția este obținută în acest domeniu, {\displaystyle E(w)}, și apoi transformare înapoi în domeniul inițial notând că {\displaystyle w} a fost obținut ca funcție de {\displaystyle z}, de unde {\displaystyle E(w)} poate fi obținută ca {\displaystyle E(w(z))}, care este o funcție de {\displaystyle z}, baza coordonatelor inițiale. Această aplicație nu este o contradicție cu faptul că transformare conforme păstrează unghiurile, ele fac acest lucru numai pentru punctele din interiorul domeniului lor, și nu la frontieră.
Dacă o funcție este armonică (adică satisface ecuația lui Laplace {\displaystyle \nabla ^{2}f=0}) pe un domeniu plan (care este bidimensional), și este transformată printr-o transformare conformă într-un alt domeniu plan, transformarea este de asemenea armonică. Din acest motiv, orice funcție care este definită de un potențial poate fi transformată printr-o transformare conformă și totuși rămâne definită de un potențial. În fizică exemple de ecuații definite de un potențial sunt câmpul electromagnetic, câmpul gravitațional, iar în mecanica fluidelor, curgerea potențială, care este o aproximare a curgerii fluidului presupunând densitatea constantă, viscozitatea nulă și curgerea irotațională. Un exemplu de aplicare în mecanica fluidelor a unei transformări conforme este transformata Jukovski⁠(d).
Transformarea conformă se foloește și la rezolvarea ecuațiilor cu derivate parțiale neliniare în anumite geometrii specifice. Astfel de soluții analitice oferă o verificare utilă a acurateței simulărilor numerice ale ecuației de descriere a unui fenomen. De exemplu, în cazul curgerii cu suprafață liberă foarte viscoasă în jurul unui perete semiinfinit, domeniul poate fi transformat într-un semiplan în care soluția este unidimensională și ușor de calculat.

### Ecuațiile lui Maxwell
Un grup mare de transformări conforme în legătură cu soluțiile ecuațiilor lui Maxwell a fost identificat de Ebenezer Cunningham (1908) și Harry Bateman (1910). Pregătirea lor la Universitatea Cambridge le-a oferit metodele asociate cu imaginile sferelor și inversiuni. După cum a relatat Andrew Warwick în Masters of Theory din 2003:
„Each four-dimensional solution could be inverted in a four-dimensional hyper-sphere of pseudo-radius {\displaystyle K} in order to produce a new solution. (în română Orice soluție în patru dimensiuni ar putea fi inversată într-o hipersferă cvadridimensională cu pseudoraza {\displaystyle K} pentru a se obține o nouă soluție.)”

### Relativitatea generală
În relativitatea generală transformările conforme sunt cel mai simplu și, prin urmare, cel mai comun tip de transformări cauzale. Din punct de vedere fizic, acestea descriu universuri diferite în care toate evenimentele și interacțiunile la fel sunt încă (cauzal) posibile, dar este necesară o nouă forță, suplimentară, pentru a realiza acest lucru (adică, reproducerea acelorași traiectorii ar necesita abateri de la mișcarea pe geodezică deoarece tensorul metric din relativitatea generală este diferit). Este adesea folosit pentru a încerca să facă modele susceptibile de extindere dincolo de singularități de curbură, de exemplu pentru a permite descrierea universului chiar înainte de Big Bang.